# Relación entre deuda y PIB
En economía, la relación entre deuda y PIB (también conocida como ratio entre deuda y PIB o simplemente ratio deuda/PIB) es el cociente entre la deuda pública de un país y su producto interno bruto (PIB). Una baja relación entre deuda y PIB indica una economía que produce y vende bienes y servicios suficientes para pagar sus deudas sin incurrir en más deuda. Consideraciones geopolíticas y económicas – incluyendo tasas de interés, guerra, recesiones, y otras variables – influyen en las prácticas de endeudamiento de una nación y en la elección de contraer más deuda.

## Tendencias globales

La deuda pública como porcentaje del PIB, en países de la Eurozona (2018).

En 2013, la relación de deuda y PIB de los Estados Unidos era de 71.8 %, según The World Factbook, o 104.5 %, según el Fondo Monetario Internacional (FMI) ya que incluía la deuda externa.
El nivel de deuda pública de Japón en 2013 era 243.2 % del PIB, en China 22.4 % y en India 66.7 %, según el FMI, mientras que la relación entre deuda pública y PIB en 2013 era en 76.9 % en Alemania, 87.2 % en el Reino Unido, 92.2 % en Francia y 127.9 % en Italia, según Eurostat.
Dos tercios de la deuda pública de los EE. UU. son propiedad de los ciudadanos de EE. UU., bancos, empresas, y la Reserva Federal; aproximadamente un tercio está en manos de países extranjeros, particularmente China y Japón. En cambio, menos de 5 % de la deuda pública japonesa está en manos de países extranjeros.
Particularmente en macroeconomía, diversas relaciones de deuda y PIB se pueden calcular. La relación más utilizada es la deuda del gobierno dividido por el producto interno bruto (PIB), lo que refleja las finanzas del gobierno, mientras que el otro cociente común es la deuda total con relación al PIB, que reflejan las finanzas de la nación en su conjunto.

## Unidades
La relación entre deuda y PIB se expresa generalmente como un porcentaje, pero correctamente tiene unidades de años.
Por análisis dimensional estas cantidades son la relación de una acción (con dimensiones de moneda) por un flujo (con dimensiones de moneda/tiempo), así que tienen dimensiones de tiempo. Con unidades de moneda en dólares (o cualquier otra moneda) y unidades de tiempo en años (PIB por año), esto produce la relación que tienen unidades de años, el cual puede ser interpretado como "el número de años para pagar la deuda, si todo de PIB se dedica al reembolso de la deuda".
Esta interpretación debe estar supeditada al hecho de que el PIB no puede estar dedicado enteramente al reembolso de la deuda, en general solo 5 –10 % será dedicado a reembolso de deuda, incluso durante episodios como la Gran Depresión.

## Cambios
El cambio en la relación deuda-a-PIB es aproximadamente "aumento neto o (disminución) en deuda como porcentaje del PIB"; para la deuda pública, se trata de un déficit  o (superávit) como porcentaje del PIB. Esto es solo aproximado ya que el PIB cambia de año en año, pero en general los cambios interanuales del PIB son pequeños (digamos, 3 %), y por lo tanto esto es aproximadamente correcto.
Sin embargo, en presencia de una inflación significativa, o particularmente hiperinflación, el PIB puede aumentar rápidamente en términos nominales; si la deuda es nominal, entonces su relación con el PIB disminuirá rápidamente. Un período de deflación tendría el efecto contrario.

## Aplicaciones
La relación entre deuda y PIB mide el apalancamiento financiero de una economía.
Uno de los criterios de convergencia de la Unión Europea era que la deuda pública en relación con el PIB debería de estar por debajo del 60 %.
El Banco Mundial y el FMI sostienen que “se puede decir que un país alcanza la sostenibilidad de la deuda externa si  puede cumplir con sus obligaciones de servicio de la deuda actuales y futuras en su totalidad, sin recurrir a reprogramaciones o la acumulación de atrasos y sin comprometer el crecimiento". De acuerdo con estas dos instituciones, la sostenibilidad de la deuda externa se puede obtener en un país "calculando que el valor actual neto (VAN) de la deuda pública externa sea alrededor de 150 por ciento de las exportaciones de un país o de un 250 por ciento de los ingresos de un país". La deuda externa alta se cree que tiene efectos nocivos sobre la economía.
En 2013 Herndon, Ash y Pollin revisaron el influyente y ampliamente citado ensayo titulado "Crecimiento en tiempo de deuda", elaborado por dos economistas de Harvard: Carmen Reinhart y Kenneth Rogoff. Herndon, Ash y Pollin argumentaron que "errores de codificación, exclusión selectiva de datos disponibles y la ponderación no convencional de estadísticas condujeron a errores graves que representan erróneamente la relación entre la deuda pública y el crecimiento del PIB entre las 20 economías avanzadas en el período posterior a la guerra". Su investigación tenía errores significativos de cálculo que, al corregirse, socavaron la afirmación central del libro que argumenta que demasiada deuda provoca recesión económica. Rogoff y Reinhardt afirmaron que sus conclusiones fundamentales eran correctas, a pesar de los errores.
Hay una diferencia entre la deuda externa denominada en moneda local, y la deuda externa denominada en moneda extranjera. Una nación puede pagar la deuda externa denominada en moneda local vía ingresos fiscales, pero para pagar la deuda en moneda extranjera se tiene que convertir los ingresos fiscales en la moneda extranjera, lo que pone presión a la baja en el valor de su moneda local. Así que todo el dinero utilizado para pagar la deuda en moneda extranjera tiene que venir de las transferencias de la balanza de pagos de un país.